# Slovenija ima talent (8. sezona)
8. sezona Slovenija ima talent je bila na sporedu od 26. septembra do 19. decembra 2021 na POP TV. Vodila sta jo Sašo Stare in Peter Poles (ki je nazadnje vodil 5. sezono in je nadomestil Domna Valiča). Poles zaradi okužbe s koronavirusom ni mogel voditi prvih dveh polfinalnih oddaj, zato ga je takrat nadomeščal Aleš Novak, ki je imel manjšo voditeljsko vlogo tudi v nadaljnjih oddajah. Žirantska zasedba je bila enaka kot v zadnjih treh sezonah: Lado Bizovičar, Marjetka Vovk, Ana Klašnja in Branko Čakarmiš.

## Potek sezone
| #   | Datum         | Oddaja                                         |
| --- | ------------- | ---------------------------------------------- |
| 1.  | 26. september | 1. avdicijska oddaja                           |
| 2.  | 3. oktober    | 2. avdicijska oddaja                           |
| 3.  | 10. oktober   | 3. avdicijska oddaja                           |
| 4.  | 17. oktober   | 4. avdicijska oddaja                           |
| 5.  | 24. oktober   | 5. avdicijska oddaja                           |
| 6.  | 31. oktober   | 6. avdicijska oddaja razglasitev polfinalistov |
| 7.  | 7. november   | 1. polfinalna oddaja                           |
| 8.  | 14. november  | 2. polfinalna oddaja                           |
| 9.  | 21. november  | 3. polfinalna oddaja                           |
| 10. | 28. november  | 4. polfinalna oddaja                           |
| 11. | 5. december   | 5. polfinalna oddaja                           |
| 12. | 12. december  | Oddaja pred finalom                            |
| 13. | 19. december  | Finale                                         |

- Polfinali in finale so potekali v živo, vendar brez občinstva (zaradi slabe epidemiološke slike v državi).

## Avdicijske oddaje

### 1. avdicijska oddaja
| Tekmovalec (starost, kraj)                    | Talent                                                                              | Naslednji krog              |
| --------------------------------------------- | ----------------------------------------------------------------------------------- | --------------------------- |
| Maša Golob (29, Ljubljana)                    | električna violina (»Nevihta«, Vivaldi & »Skyfall«, Adele)                          | ✓                           |
| Niki Knežević (25, Maribor)                   | čarovniški triki                                                                    | ✓                           |
| Živa Antonič (17, Ptuj)                       | petje in igranje na kitaro (»Zakaj«, avtorska)                                      | ✓                           |
| Cota G4 (Hrvaška)                             | petje in igranje na kitaro (»(I've Had) The Time of My Life«, B. Medley, J. Warnes) | ✓                           |
| Anja Vodošek (20, Velenje)                    | petje (»Gimme! Gimme! Gimme! (A Man After Midnight)«, ABBA)                         | ✓                           |
| Bojana Kores (32, Koper)                      | petje (»Napad«, Sebastian)                                                          | ✗                           |
| Miroslav Žilka – Bruise (39, Sered, Slovaška) | ples – popping, locking, breaking                                                   | ✓                           |
| Kostja Komel Nardin (21, Nova Gorica)         | ples – hip hop                                                                      | druga priložnost (Ana)      |
| Miro Gavrić (36, Velenje)                     | skakanje s kolebnico                                                                | ✓                           |
| Jan Škof (16)                                 | motivacijski govorec                                                                | ✗                           |
| Živa Fijavž (16)                              | petje (»I Dreamed a Dream« iz Nesrečnikov)                                          | ✗                           |
| Amela Hadžić (36)                             | petje                                                                               | ✗                           |
| Martin Arbi (15, Izlake)                      | petje in igranje na kitaro (»Crazy«, Gnarls Barkley)                                | ✓                           |
| Tereza Kavka (20, Domžale)                    | petje (»Something's Got a Hold On Me«, Christina Aguilera)                          | ✓                           |
| Booom! (22–25, Portorož)                      | petje (»Castle on the Hill«, Ed Sheeran)                                            | druga priložnost (Marjetka) |
| Marko Šamperl (37, Ptuj)                      | navijaški one-man band (venček)                                                     | ✗                           |
| Tajda Korče (15, Šmarje pri Jelšah)           | izredna gibčnost                                                                    | zlati gumb (Sašo in Peter)  |

1. ↑  V 8. sezoni je bila na novo uvedena t. i. druga priložnost: žiranti so lahko tekmovalcem, ki se jim prvi avdicijski nastop ni posrečil, a so v njih videli potencial, dali možnost, da na avdicijo pridejo še enkrat.
2. ↑  »Hej, hej«, Gamsi; »Adijo, ljubica«, Magnet z Nedo Ukraden & »Slovenija, le tu sem doma«, ans. Bitenc.

### 2. avdicijska oddaja
| Tekmovalec (starost, kraj)            | Talent                                                                                     | Naslednji krog              |
| ------------------------------------- | ------------------------------------------------------------------------------------------ | --------------------------- |
| Cantare (24–28, Pesnica pri Mariboru) | tenorsko petje ob harmoniki (»'O sole mio«)                                                | ✓                           |
| Doroteja Lužnik (22, Slovenj Gradec)  | petje (»Killing Me Softly with His Song«, Roberta Flack)                                   | ✗                           |
| Ana Stojc Klančnik                    | petje (»Toxic«, Britney Spears)                                                            | ✓                           |
| Sergej Jelovčan                       | petje (»Moja ljubica«, Jan Plestenjak)                                                     | ✓                           |
| Kristina Veber                        | petje (»I'd Rather Go Blind«, Etta James)                                                  | ✓                           |
| Nushy (34, Ravne na Koroškem)         | rapanje (»Na drugi strani«, avtorska)                                                      | ✓                           |
| Muzikalci (29–33, Bilje)              | pevsko-gledališko-plesna skupina (»The Greatest Show« v slov. iz muzikala Največji šovmen) | ✓                           |
| Majda Majer                           | petje in igranje na bendžo                                                                 | ✗                           |
| Žiga Mežan                            | petje in igranje na kitaro (»Your Man«, Josh Turner)                                       | ✓                           |
| Val Nograšek (21, Ljubljana)          | petje in igranje na kitaro (»Location«, Khalid)                                            | druga priložnost (Marjetka) |
| Mateja Bobek (37, Rogatec)            | terapija s himalajsko pojočo posodo; petje (»Zaživim« iz Ledenega kraljestva)              | ✓                           |
| Tamia Šeme (23, Ljubljana)            | ples na zračni svili                                                                       | ✓                           |
| Manca Povšin (21)                     | petje (»If I Give My Heart to You«, Doris Day)                                             | ✓                           |
| Petra Ceglar                          | petje (»Dovolj mi je«, avtorska)                                                           | ✓                           |
| Karin Miklič                          | petje (»When I Was Your Man«, Bruno Mars)                                                  | ✓                           |
| Jenna D (31, Ljubljana)               | drag pevska točka (»Can't Take My Eyes Off You«, Frankie Valli)                            | zlati gumb (Branko)         |
| David Stojanović (14, Škofljica)      | ples                                                                                       | ✓                           |
| Tina Pezdirec (13, Metlika)           | pop in operno petje (»Once Upon a December« iz risanega filma Anastazija)                  | ✓                           |

1. ↑  Pravo umetniško ime je Jenna Dick.

### 3. avdicijska oddaja
| Tekmovalec (starost, kraj)                         | Talent                                                  | Naslednji krog   |
| -------------------------------------------------- | ------------------------------------------------------- | ---------------- |
| Denis Zajc (31, Zagorje)                           | petje (»Kad mi dođeš ti«, Oliver Dragojević)            | ✓                |
| Lara Žgajnar (18, Grosuplje)                       | petje (»Feeling Good«, Nina Simone)                     | ✓                |
| Til Čeh (23, Šoštanj)                              | petje (»Želim, želim« & »Če mam pa tebe«, Dejan Vunjak) | ✓                |
| Ariona Telaku (20, Celje)                          | petje (»IDGAF«, Dua Lipa)                               | ✓                |
| Mateja Fajmut (33, Ljubljana)                      | petje (»I Will Never Let You Down«, Rita Ora)           | ✗                |
| Alex in Maja                                       | ples                                                    | ✗                |
| Ajda in Titi                                       | ples – urban kiz                                        | ✗                |
| Živa Hofman                                        | petje                                                   | ✗                |
| Suzana in Julija (45 in 8, Maribor/Celje)          | ples – sodobni ples in džez balet                       | zlati gumb (Ana) |
| Hana Klemenčič (18, Novo mesto)                    | petje in igranje kitare (»Numero«, avtorska)            | ✓                |
| Andrej Bajič Šarkezi (32, Murska Sobota)           | stand up                                                | ✓                |
| Bojan Ilievski (20/21, Ljubljana, sicer iz Skopja) | petje (»Jedina«, Toše Proeski)                          | ✓                |
| Emilija Domić (21, Ljubljana, sicer iz Banjaluke)  | petje (»Fallin'«, Alicia Keys)                          | ✓                |
| Misfits (19–22, Ljubljana)                         | ples                                                    | ✓                |
| Dino Petrić (27, Hvar)                             | petje (»Meni dobro je«, Jan Plestenjak)                 | ✓                |

### 4. avdicijska oddaja
| Tekmovalec (starost, kraj)            | Talent                                                                       | Naslednji krog         |
| ------------------------------------- | ---------------------------------------------------------------------------- | ---------------------- |
| Iva Flisar (27, Maribor)              | petje (»Paranoia«, Picture Grey)                                             | ✓                      |
| Katarina Komel (23, Vitovlje)         | tverkanje                                                                    | ✗                      |
| Teya & Darya                          | indijski ples                                                                | ✗                      |
| Timotej Novak Zorman                  | orientalski ples                                                             | ✗                      |
| Tatjana Puhič                         | akrobacije na krogih                                                         | ✗                      |
| Luka Širca (14, Logatec)              | hitrostno zlaganje lončkov                                                   | druga priložnost (Ana) |
| Aleš Rozman (40, Naklo)               | triki z motorjem (štirikolesnikom)                                           | ✓                      |
| David Polanc (16, Laško)              | petje (»Fly Me to the Moon«, Frank Sinatra & »Moj črni konj«, Rafko Irgolič) | ✓                      |
| Jure in Mark (30, Zgornje Gorje)      | humorna pevsko-glasbena točka                                                | ✓                      |
| Maja Tasić (18/19, Ljubljana)         | petje (»Creep«, Radiohead)                                                   | ✓                      |
| Cool Kids (9, Braslovče)              | akrobatski ples                                                              | ✓                      |
| Laura Menard                          | petje (»Talking to the Moon«, Bruno Mars)                                    | ✓                      |
| Ana Košir                             | petje (»Kar bo, pa bo«, Helena Blagne)                                       | ✓                      |
| Silvija Ruby Stojković                | petje (»Kanenas«, Anna Vissi)                                                | ✗                      |
| Ana Grdadolnik (17, Lehen na Pohorju) | petje (»I Have Nothing«, Whitney Houston)                                    | zlati gumb (Lado)      |
| Kostja Komel Nardin (21, Nova Gorica) | ples                                                                         | ✓                      |
| Val Nograšek (21, Ljubljana)          | petje in igranje kitare (»Love Yourself«, Justin Bieber)                     | ✗                      |
| Booom! (22–25, Portorož)              | petje ob kitari (»Moja ljubica«, Jan Plestenjak)                             | ✓                      |

### 5. avdicijska oddaja
| Tekmovalec (starost, kraj)                       | Talent                                                           | Naslednji krog        |
| ------------------------------------------------ | ---------------------------------------------------------------- | --------------------- |
| Deni Kuk (26, Ljubljana; sicer s Primorske)      | petje in igranje kitare (»Beginn'«, Madcon/Måneskin)             | ✓                     |
| Sebastjan Spital (27, Šoštanj)                   | stand up                                                         | ✓                     |
| La Vita (45–67, Maribor)                         | zborovsko petje (»Dan ljubezni«, Pepel in kri)                   | ✓                     |
| Tjaša Mihelčič                                   | petje (»Dear Future Husband«, Meghan Trainor)                    | ✗                     |
| Urška Kolbe                                      | petje (»Say Something«, A Great Big World & Christina Aguilera)  | ✗                     |
| Ivana Osojnik Kerševan                           | petje (»Warrior«, Demi Lovato)                                   | ✓                     |
| Luka Lovrec (27, Trnovci)                        | čarovniško-žonglerska točka                                      | ✓                     |
| Matic Juvan (22, Domžale)                        | petje (»Rehab«, Amy Winehouse)                                   | ✓                     |
| Klavdija Milenkovič (55, Ptuj)                   | petje (»Caruso«, Lucio Dalla)                                    | ✗                     |
| Žigan Krajnčan (25/26, Golnik)                   | pevsko-plesno-bitbokserska točka (»From Me to You«, The Beatles) | zlati gumb (Marjetka) |
| Ajda Podgornik Valič                             | petje (»Proud Mary«, Tina Turner)                                | ✗                     |
| Tamara Bračič                                    | petje (»You Know I'm No Good«, Amy Winehouse)                    | ✗                     |
| Jakob Močnik                                     | petje (»Your Man«, Josh Turner)                                  | ✗                     |
| Blau Punk                                        | punk band (»Huda mravljica«)                                     | ✗                     |
| Marko Stanković (26, Ljubljana; sicer iz Srbije) | petje in igranje kitare (»Purple Rain«, Prince & The Revolution) | ✓                     |
| Maša Ferme (27, Žalec)                           | vrtenje obroča                                                   | ✓                     |
| Matic Klemenc (24, Ljubljana)                    | fristajlanje – rapanje prostega sloga                            | ✓                     |
| De Liri (23 in 24, Maribor)                      | petje in igranje harfe (»Za naju«, Nina Pušlar)                  | ✓                     |

### 6. avdicijska oddaja
| Tekmovalec (starost, kraj)                | Talent                                                     | Naslednji krog |
| ----------------------------------------- | ---------------------------------------------------------- | -------------- |
| Manca Vukelič (23, Maribor)               | ples (sodobni) in zračna akrobatika (obroč)                | ✓              |
| Nina Kosovel (18, Črniče)                 | petje (»I'd Rather Go Blind«, Etta James)                  | ✓              |
| Maruša Mlakar (16/17, Poljčane)           | petje (»Me Too«, Meghan Trainor)                           | ✓              |
| Alen Hasanagić (30, Radomlje)             | petje (»All of Me«, John Legend)                           | ✓              |
| Pio Cellos (15 in 17, Ljubljana)          | violončelista (»Eye of the Tiger«, Survivor)               | ✓              |
| Luka Širca (14, Logatec)                  | hitrostno zlaganja lončkov                                 | ✓              |
| Adanaya (29, Brežice)                     | petje in rapanja v korejščini                              | ✓              |
| papiga Kaja in Konrad Koren (63, Koroška) | reševanje verige, odgovarjanje na vprašanja                | ✗              |
| Ivan Vuković (48, Ljubljana)              | petje (»L'italiano«, Toto Cutugno)                         | ✗              |
| Ain't Harmony (19−29, Domžale)            | petje (»Something's Got a Hold on Me«, Christina Aguilera) | ✓              |

## Polfinali

### Izbor polfinalistov
V polfinale so se neposredno uvrstili tekmovalci, za katere so žiranti in voditelja pritisnili na zlati gumb:
| Zlati gumb    | Tekmovalec       |
| ------------- | ---------------- |
| Sašo in Peter | Tajda Korče      |
| Branko        | Jenna D          |
| Ana           | Suzana in Julija |
| Lado          | Ana Grdadolnik   |
| Marjetka      | Žigan Krajnčan   |

Ostalih 25 polfinalistov je bilo izbranih izmed 61 tekmovalcev, ki so na avdiciji prepričali vsaj tri žirante (vsaj trikrat JA) in se tako uvrstili v naslednji krog:
1. Ain't Harmony
2. Anja Vodošek
3. Booom!
4. Cantare
5. David Stojanović
6. De liri
7. Dino Petrić
8. Emilija Domić
9. Kostja Komel Nardin
10. La Vita
11. Marko Stanković
12. Martin Arbi
13. Maša Ferme
14. Maša Golob
15. Matic Klemenc
16. Miro Gavrić
17. Misfits Lara Žgajnar[a]
18. Muzikalci
19. Nushy
20. Pio Cellos
21. Sebastjan Spital
22. Tamia Šeme
23. Tereza Kavka
24. Til Čeh
25. Tina Pezdirec

1. ↑  Misfits bi morali nastopiti v drugem polfinalu, a so morali zaradi potrjene okužbe s koronavirusom v skupini nastop odpovedati. Namesto njih je nastopila Lara Žgajnar, ki za polfinale prvotno ni bila izbrana.

| Tekmovalci, ki so avdicijo uspešno prestali, a za polfinale niso bili izbrani |
| --- |
| - Karin Miklič - Ana Stojc Klančnik - Alen Hasanagić - Ana Košir - Sergej Jelovčan - Kristina Veber - Laura Menard - Ivana Osojnik Kerševan - Adanaya - Petra Ceglar - Matic Juvan - Cota G4 - Miroslav Žilka – Bruise - Denis Zajc - Bojan Ilievski - Mateja Bobek - Manca Vukelič - Iva Flisar - Aleš Rozman - Cool Kids - Deni Kuk - Nina Kosovel - Andrej Bajič Šarkezi - Jure in Mark - Niki Knežević - Luka Lovrec - Maruša Mlakar - Maja Tasić - Ariona Telaku - Manca Povšin - Žiga Mežan - Živa Antonič - Hana Klemenčič - David Polanc - Luka Širca |

### 1. polfinalna oddaja
- Zaradi bolezni (covid) je namesto Petra Polesa oddajo vodil Aleš Novak.
- Zaradi bolezni je bila odsotna tudi Marjetka Vovk.

| Tekmovalec          | Talent                                                                                     | Rezultat | Glasovi žirantov |
| ------------------- | ------------------------------------------------------------------------------------------ | -------- | ---------------- |
| Emilija Domić       | petje (»Cuz I Love You«, Lizzo)                                                            | 4.–6.    |                  |
| Kostja Komel Nardin | ples                                                                                       | 4.–6.    |                  |
| De Liri             | petje in igranje harfe (»Ledena«, Siddharta)                                               | 2.–3.    | Lado, Ana        |
| Til Čeh             | petje (»Moja«, Modrijani, »Sekirca v med«, Polkaholiki & »Se ti kaj kolca«, Veseli svatje) | 2.–3.    | Branko           |
| Tajda Korše         | kontorcionizem                                                                             | 1.       |                  |
| Cantare             | petje (»The Sound of Silence«, Disturbed/Simon & Garfunkel)                                | 4.–6.    |                  |

### 2. polfinalna oddaja
- Polesa, ki je bil še vedno v samoizolaciji, je zopet nadomeščal Aleš Novak.
- Po enotedenski odsotnosti se je vrnila Marjetka Vovk.
- V drugem polfinalu bi prvotno morali nastopiti Misfits, a so morali zaradi potrjene okužbe s koronavirusom v skupini nastop odpovedati. Namesto njih je nastopila Lara Žgajnar.

| Tekmovalec      | Talent                                                                  | Rezultat | Glasovi žirantov      |
| --------------- | ----------------------------------------------------------------------- | -------- | --------------------- |
| Ain't Harmony   | petje (»Ain't No Other Man«, Christina Aguilera)                        | 4.–6.    |                       |
| Maša Ferme      | vrtenje obroča in triki z njim                                          | 2.–3.    | Branko, Marjetka, Ana |
| Jenna D         | drag točka (nekoliko prirejena »New York, New York«, Liza Minnelli)     | 4.–6.    |                       |
| Lara Žgajnar    | petje (»Never Enough« iz filma Največji šovmen)                         | 2.–3.    | Lado                  |
| Maša (Golob)    | igranje elektronske violine (»He's a Pirate« iz filma Pirati s Karibov) | 4.–6.    |                       |
| Marko Stanković | petje (»Man in the Mirror«, Michael Jackson)                            | 1.       |                       |

### 3. polfinalna oddaja
- Po dvotedenski odsotnosti se je vrnil Peter Poles. V manjši vlogi je nastopil tudi Aleš Novak, ki ga je dva tedna nadomeščal.

| Tekmovalec       | Talent                                                 | Rezultat | Glasovi žirantov |
| ---------------- | ------------------------------------------------------ | -------- | ---------------- |
| Anja Vodošek     | petje (»Ne kliči me«, Nuša Derenda)                    | 3.       | Marjetka, Lado   |
| Pio Cellos       | violončelista (Vivaldi & »The Show Must Go On«, Queen) | 4.–6.    |                  |
| Sebastjan Spital | stand up                                               | 4.–6.    |                  |
| Tamia Šeme       | cirkuške discipline na zračni svili in obroču          | 2.       | Branko, Ana      |
| Booom!           | petje (»Story of My Life«, One Direction)              | 4.–6.    |                  |
| Tina Pezdirec    | operno petje (»Cvet z juga«, Alenka Gotar)             | 1.       |                  |

### 4. polfinalna oddaja
| Tekmovalec       | Talent                                                         | Rezultat | Glasovi žirantov            |
| ---------------- | -------------------------------------------------------------- | -------- | --------------------------- |
| Matic Klemenc    | freestyle rapanje                                              | 4.–6.    |                             |
| Suzana in Julija | ples                                                           | 2.–3.    | Ana, Branko, Lado, Marjetka |
| Tereza Kavka     | petje (»All by Myself«, Céline Dion)                           | 4.–6.    |                             |
| Miro Gavrić      | skakanje in triki s kolebnico                                  | 4.–6.    |                             |
| La Vita          | pevski zbor medicinskih sester (»Angeli živijo«, Edvin Fliser) | 2.–3.    |                             |
| Dino Petrić      | petje (»Ko si na tleh«, Pop Design)                            | 1.       |                             |

1. ↑  Slovenska priredba Abbine »I Have a Dream«.

### 5. polfinalna oddaja
| Tekmovalec       | Talent                                                                             | Rezultat | Glasovi žirantov       |
| ---------------- | ---------------------------------------------------------------------------------- | -------- | ---------------------- |
| Nushy            | rapanje in petje (»Verjemi vase«, avtorska)                                        | 4.–6.    |                        |
| David Stojanović | ples                                                                               | 2.–3.    | Ana                    |
| Muzikalci        | pevsko-gledališko-plesna skupina (»The Phantom of the Opera« & »Nič ne ustavi me«) | 4.–6.    |                        |
| Martin Arbi      | petje in igranje na električno kitaro (»Runaway Baby«, Bruno Mars)                 | 2.–3.    | Branko, Marjetka, Lado |
| Žigan Krajnčan   | pevsko-plesno-bitbokserska točka (»Land of Confession«, Genesis)                   | 4.–6.    |                        |
| Ana Grdadolnik   | petje (»I Surrender«, Céline Dion)                                                 | 1.       |                        |

1. ↑  »The Phantom of the Opera« je iz muzikala Fantom iz opere, »Nič ne ustavi me« (»You Can't Stop the Beat«) pa iz muzikala Lak za lase (Hairspray).

## Finale
- V finalu bi moral nastopiti tudi Dino Petrić, a je moral zaradi okužbe s koronavirusom nastop odpovedati.
- Kot gost je nastopil Jan Plestenjak (»Meni dobro je«).

| Tekmovalec       | Talent                                                                                              | Rezultat |
| ---------------- | --------------------------------------------------------------------------------------------------- | -------- |
| Ana Grdadolnik   | petje (»All I Want for Christmas Is You«, Mariah Carey)                                             | 3.–9.    |
| Suzana in Julija | ples                                                                                                | 3.–9.    |
| De Liri          | petje in igranje harfe (»Orion«, Katja Levstik/Marjana Deržaj & »Od višine se zvrti«, Martin Krpan) | 3.–9.    |
| Tajda Korče      | kontorcionizem                                                                                      | 1.       |
| Martin Arbi      | petje in igranje kitare (»Edina«, avtorska)                                                         | 3.–9.    |
| Marko Stanković  | petje in igranje kitare (»Knockin' on Heaven's Door«, Bob Dylan/Guns N' Roses)                      | 3.–9.    |
| Tina Pezdirec    | operno in pop petje (»Kdo si ti?« iz Ledenega kraljestva 2)                                         | 3.–9.    |
| Maša Ferme       | vrtenje obroča in triki z njim                                                                      | 3.–9.    |
| Tamia Šeme       | cirkuška točka (akrobacije v zraku, bruhanje ognja in žongliranje z njim, zračna svila)             | 2.       |